# Trogosus
Trogosus (лат.) — вымерший род млекопитающих подотряда тиллодонтов. Ископаемые остатки найдены в штате Вайоминг и датируются эоценовой эпохой (продолжалась от 56 до 34 млн лет назад).
По внешнему виду напоминал медведя, однако был травоядным. Имел крупный короткий череп и плоские стопы. Длина тела взрослого животного составляла около 1,2 метра.
Имел крупные резцы, как у грызунов, которые продолжали расти в течение всей жизни животного. Судя по сильно изношенным молярным зубам, Trogosus питался грубой растительной пищей, скорее всего, корнями и клубнями.

## Известные виды
- Trogosus castoridens (типовой)
- Trogosus grangeri
- Trogosus latidens